# Frahier-et-Chatebier
Frahier-et-Chatebier est une commune française située dans le département de la Haute-Saône, la région culturelle et historique de Franche-Comté et la région administrative Bourgogne-Franche-Comté.

## Géographie
Frahier-et-Chatebier est construite sur le plateau de Haute-Saône dans la dépression sous-vosgienne et s'appuie sur le versant méridional du massif des Vosges. Le bassin houiller stéphanien sous-vosgien s’étend sur le territoire communal et aux alentours, entre Bouhans-lès-Lure, Ronchamp, Lomont à l'ouest et Rougemont, Romagny à l'est. Il est repéré dans la partie septentrionale de la commune, au lieu-dit la Cuvotte, où des veines de houille situées à faible profondeur sont découvertes mais ne sont pas exploitées.

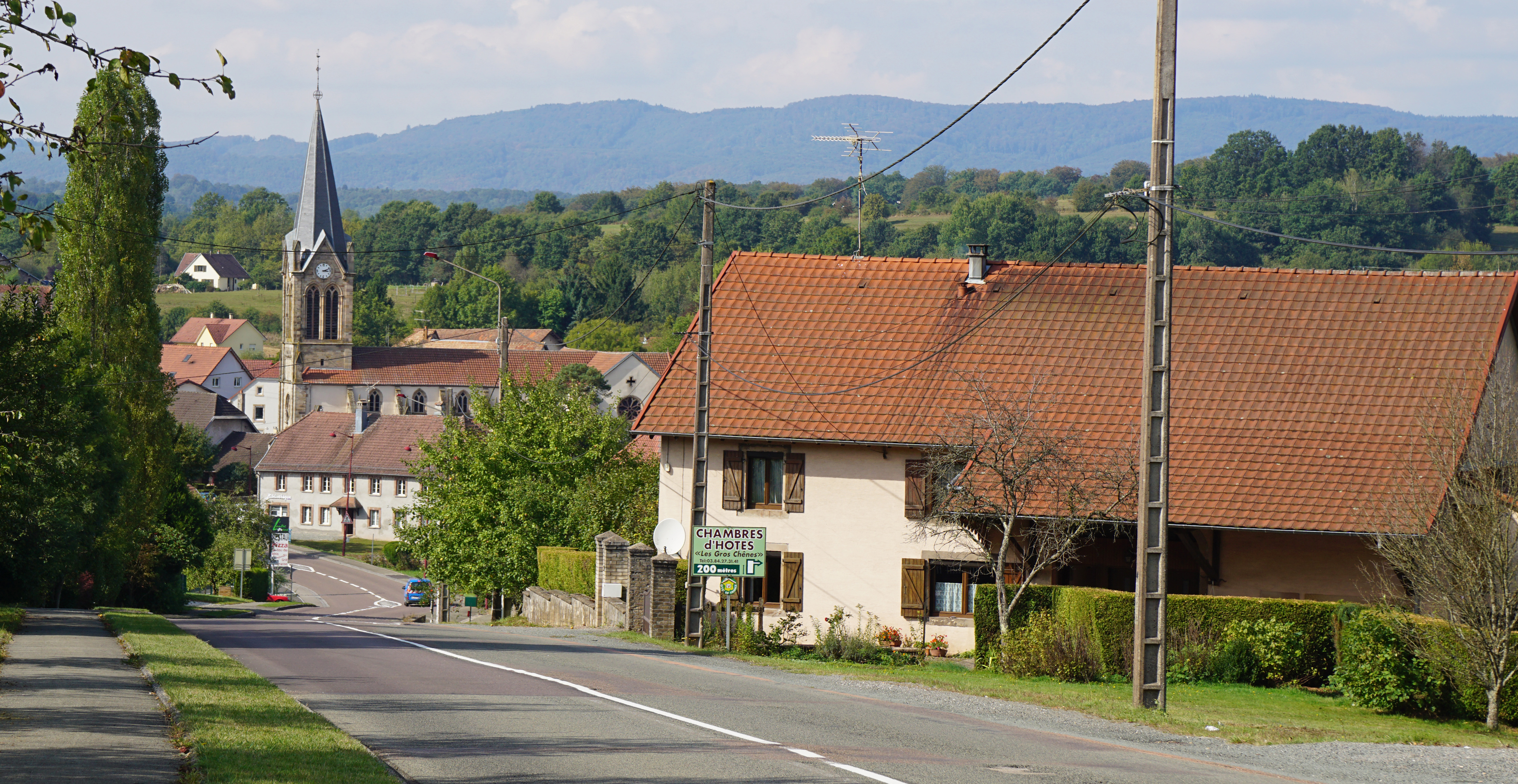
La commune et les Vosges.

### Climat
Pour des articles plus généraux, voir Climat de la Bourgogne-Franche-Comté et Climat de la Haute-Saône.
En 2010, le climat de la commune est de type climat de montagne, selon une étude du Centre national de la recherche scientifique s'appuyant sur une série de données couvrant la période 1971-2000. En 2020, Météo-France publie une typologie des climats de la France métropolitaine dans laquelle la commune est exposée à un climat semi-continental et est dans une zone de transition entre les régions climatiques « Lorraine, plateau de Langres, Morvan » et « Vosges ». 
Pour la période 1971-2000, la température annuelle moyenne est de 9,7 °C, avec une amplitude thermique annuelle de 17,2 °C. Le cumul annuel moyen de précipitations est de 1 361 mm, avec 13,3 jours de précipitations en janvier et 10,6 jours en juillet. Pour la période 1991-2020, la température moyenne annuelle observée sur la station météorologique de Météo-France la plus proche, « Étobon », sur la commune d'Étobon à 6 km à vol d'oiseau, est de 10,7 °C et le cumul annuel moyen de précipitations est de 1 272,5 mm. 
La température maximale relevée sur cette station est de 38,5 °C, atteinte le 24 juillet 2019 ; la température minimale est de −18 °C, atteinte le 1er mars 2005,,. 
Les paramètres climatiques de la commune ont été estimés pour le milieu du siècle (2041-2070) selon différents scénarios d'émission de gaz à effet de serre à partir des nouvelles projections climatiques de référence DRIAS-2020. Ils sont consultables sur un site dédié publié par Météo-France en novembre 2022.

## Urbanisme

### Typologie
Au 1er janvier 2024, Frahier-et-Chatebier est catégorisée bourg rural, selon la nouvelle grille communale de densité à sept niveaux définie par l'Insee en 2022.
Elle est située hors unité urbaine. Par ailleurs la commune fait partie de l'aire d'attraction de Belfort, dont elle est une commune de la couronne,. Cette aire, qui regroupe 91 communes, est catégorisée dans les aires de 50 000 à moins de 200 000 habitants,.

### Occupation des sols
L'occupation des sols de la commune, telle qu'elle ressort de la base de données européenne d’occupation biophysique des sols Corine Land Cover (CLC), est marquée par l'importance des territoires agricoles (57,4 % en 2018), en diminution par rapport à 1990 (58,8 %). La répartition détaillée en 2018 est la suivante : 
zones agricoles hétérogènes (54,1 %), forêts (40 %), prairies (3,3 %), zones urbanisées (2,6 %). L'évolution de l’occupation des sols de la commune et de ses infrastructures peut être observée sur les différentes représentations cartographiques du territoire : la carte de Cassini (XVIIIe siècle), la carte d'état-major (1820-1866) et les cartes ou photos aériennes de l'IGN pour la période actuelle (1950 à aujourd'hui).

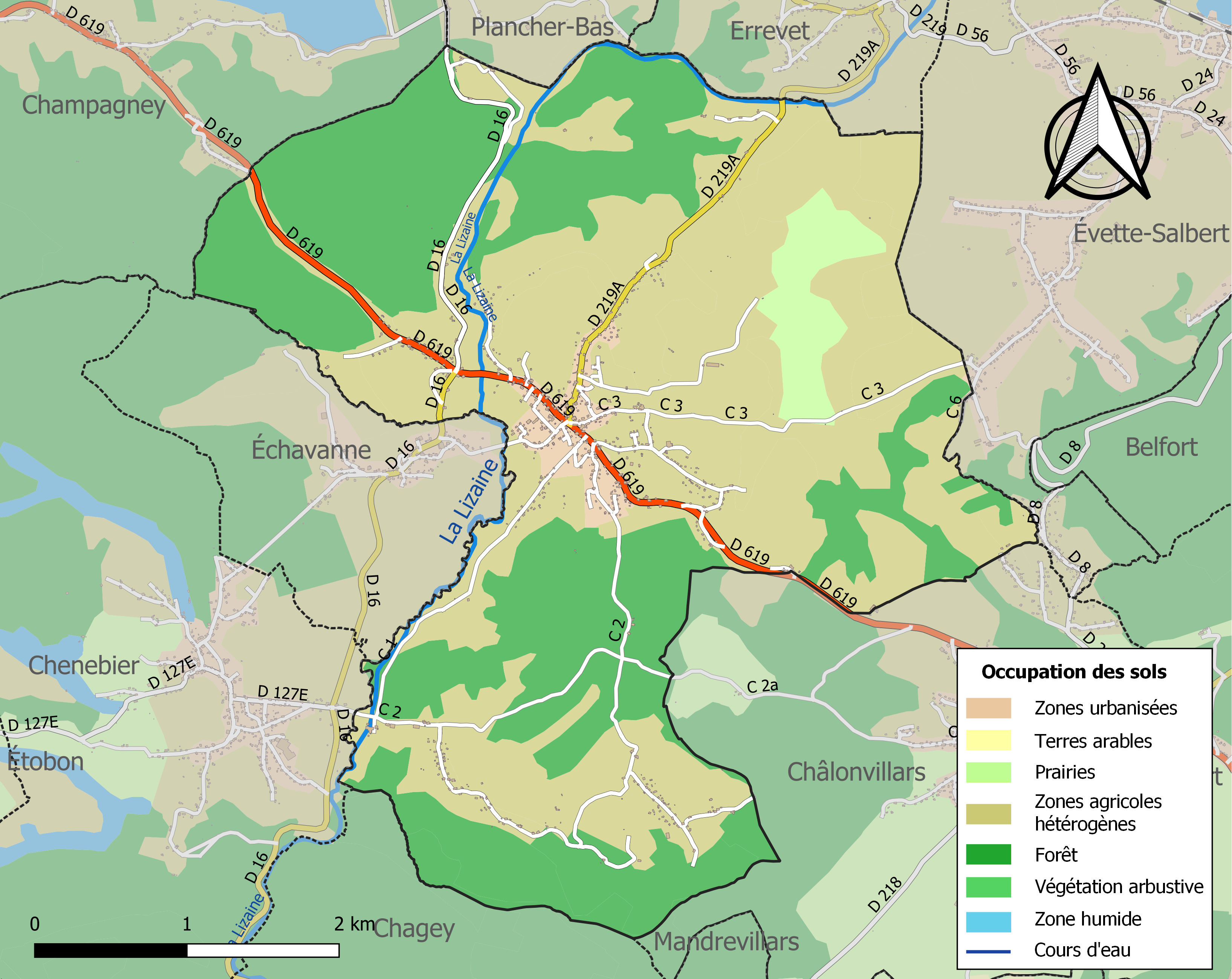
Carte des infrastructures et de l'occupation des sols de la commune en 2018 (CLC).

## Histoire

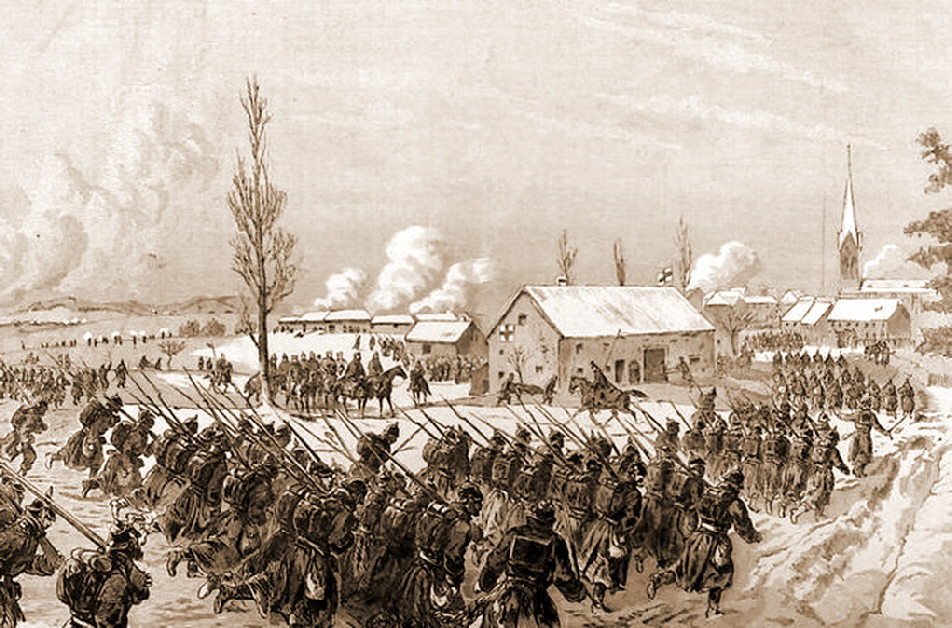
Les soldats prussiens à Frahier.

Le village est marqué par les combats de la bataille de la Lizaine qui s'est déroulé pendant la guerre franco-prussienne, en 1871.

## Héraldique
|  | Les armes de la commune se blasonnent ainsi : Écartelé au 1) d’azur au soleil non figuré d’or, au 2) de sinople à la tour donjonnée d’or, au 3) de sinople à la roue de moulin de huit rais d’or, au 4) d’azur à l’épi de blé d’or posé en barre. |

## Politique et administration

### Rattachements administratifs et électoraux

Carte départementale représentant en rouge la communauté de communes Rahin et Chérimont.

Frahier-et-Chatebier se trouve dans l'arrondissement de Lure du département de la Haute-Saône, en région Bourgogne-Franche-Comté.
Elle faisait historiquement partie du canton de Champagney,. Dans le cadre du redécoupage cantonal de 2014 en France, la commune fait désormais partie du canton d'Héricourt-1.
La commune de Frahier-et-Chatebier  se trouve dans le ressort  des tribunaux d'instance,   paritaire des baux ruraux et du conseil de prud'hommes de Lure, des tribunaux de  grande instance et de commerce ainsi que de la cour d'assises de  Vesoul et du tribunal des affaires de Sécurité sociale du Territoire de Belfort. Ces juridictions sont rattachées à la cour d'appel de Besançon.
Dans l'ordre administratif, la commune se trouve dans le ressort du tribunal administratif de Besançon et de la cour administrative d'appel de Nancy,.

### Intercommunalité
La commune est membre depuis son origine de la communauté de communes Rahin et Chérimont, intercommunalité créée en 2003, et qui se trouve dans le pays des Vosges Saônoises.

### Liste des maires

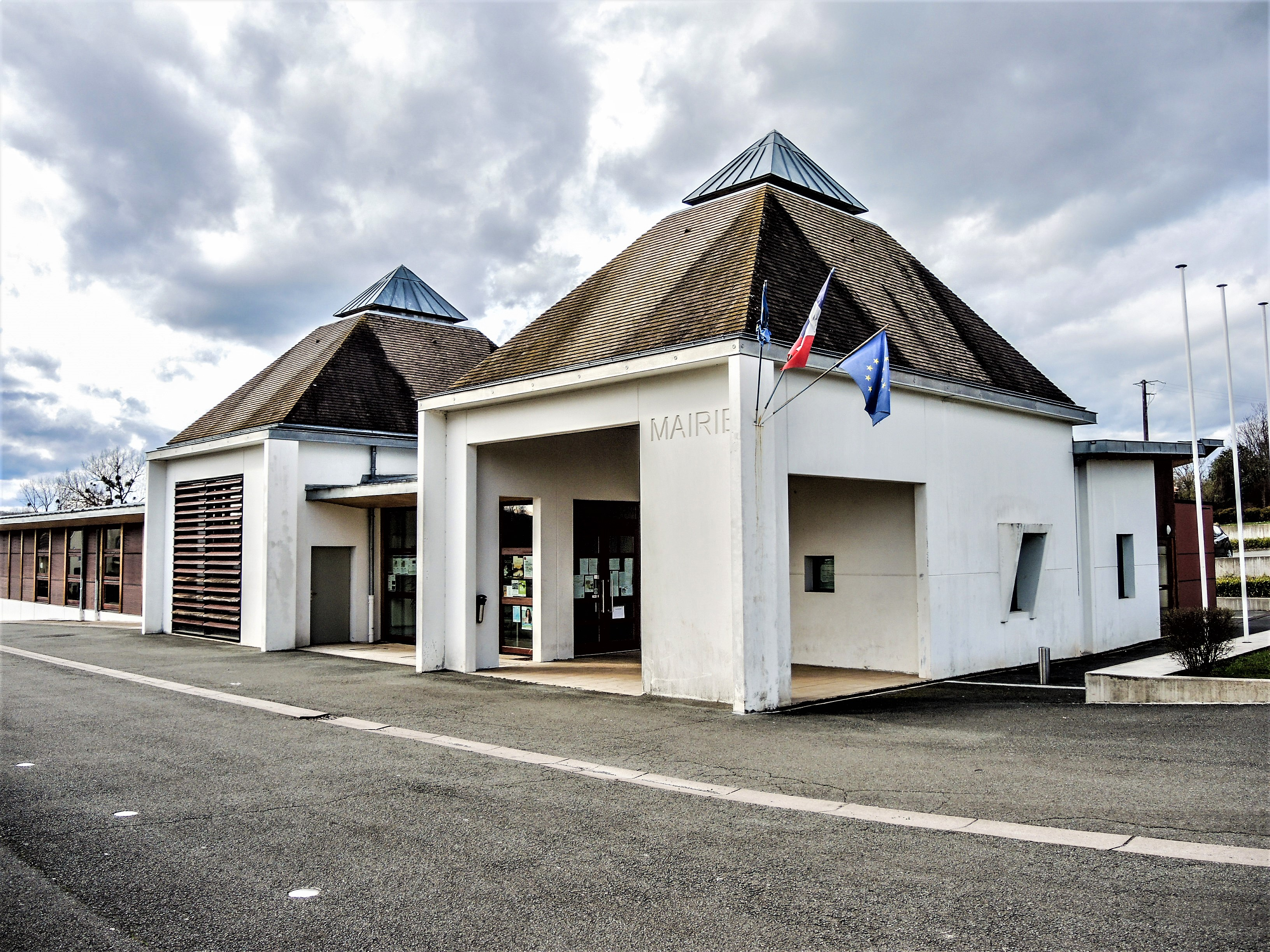
La mairie.

| Période                                  | Période                   | Identité                  | Étiquette | Qualité                                                                                      |
| ---------------------------------------- | ------------------------- | ------------------------- | --------- | -------------------------------------------------------------------------------------------- |
| Les données manquantes sont à compléter. |                           |                           |           |                                                                                              |
|                                          |                           | Jeandel[réf. nécessaire]  |           |                                                                                              |
|                                          |                           | Trappler[réf. nécessaire] |           |                                                                                              |
| Les données manquantes sont à compléter. |                           |                           |           |                                                                                              |
| 1959                                     | 2001                      | Gilbert Grosjean          |           |                                                                                              |
| mars 2001                                | mai 2020                  | René Grosjean             | PS        | Cadre au syndicat des eaux de Champagney Président de la CC Rahin et Chérimont (2002 → 2020) |
| mai 2020                                 | En cours (au 30 mai 2020) | Karine François           | PS        | Conseillère régionale                                                                        |

### Politique environnementale
La communauté de communes Rahin et Chérimont, à laquelle appartient Frahier-et-Chatebier, est membre du syndicat intercommunal de collecte et de traitement des ordures ménagères (SICTOM) de la zone sous-vosgienne, basé à Étueffont. La communauté de communes Rahin et Chérimont assure la gestion de la politique environnementale de Ronchamp, dont entre autres la mise en place et le suivi d’un service public d’assainissement non collectif.

### Finances locales
En 2015, le budget de la commune était constitué ainsi :
- total des produits de fonctionnement : 709 000 €, soit 529 € par habitant ;
- total des charges de fonctionnement : 558 000 €, soit 416 € par habitant ;
- total des ressources d’investissement : 286 000 €, soit 213 € par habitant ;
- total des emplois d’investissement : 275 000 €, soit 205 € par habitant ;
- endettement : 1 136 000 €, soit 848 € par habitant.

Avec les taux de fiscalité suivants :
- taxe d’habitation : 7,66 % ;
- taxe foncière sur les propriétés bâties : 7,35 % ;
- taxe foncière sur les propriétés non bâties : 70,39 % ;
- taxe additionnelle à la taxe foncière sur les propriétés non bâties : 0,00 %.

La commune étant membre d'une communauté de communes qui perçoit une fiscalité professionnelle unique, Frahier-et-Chatebier ne collecte donc pas de cotisation foncière des entreprises.

## Population et société

### Démographie
En 2022, la commune de Frahier-et-Chatebier comptait 1377 habitants. À partir du XXIe siècle, les recensements réels des communes de moins de 10 000 habitants ont lieu tous les cinq ans. Les autres « recensements » sont des estimations.
| 1793 | 1800  | 1806  | 1821  | 1831  | 1836  | 1841  | 1846  | 1851  |
| ---- | ----- | ----- | ----- | ----- | ----- | ----- | ----- | ----- |
| 965  | 1 013 | 1 142 | 1 062 | 1 447 | 1 412 | 1 493 | 1 480 | 1 465 |

| 1856  | 1861  | 1866  | 1872  | 1876  | 1881  | 1886  | 1891  | 1896 |
| ----- | ----- | ----- | ----- | ----- | ----- | ----- | ----- | ---- |
| 1 335 | 1 273 | 1 240 | 1 128 | 1 168 | 1 072 | 1 312 | 1 125 | 944  |

| 1901 | 1906 | 1911 | 1921 | 1926 | 1931 | 1936 | 1946 | 1954 |
| ---- | ---- | ---- | ---- | ---- | ---- | ---- | ---- | ---- |
| 891  | 873  | 774  | 664  | 662  | 647  | 597  | 532  | 546  |

| 1962 | 1968 | 1975 | 1982 | 1990  | 1999  | 2005  | 2006  | 2010  |
| ---- | ---- | ---- | ---- | ----- | ----- | ----- | ----- | ----- |
| 578  | 575  | 616  | 907  | 1 005 | 1 038 | 1 117 | 1 114 | 1 230 |

| 2015  | 2020  | 2022  | - | - | - | - | - | - |
| ----- | ----- | ----- | - | - | - | - | - | - |
| 1 360 | 1 379 | 1 377 | - | - | - | - | - | - |

### Enseignement

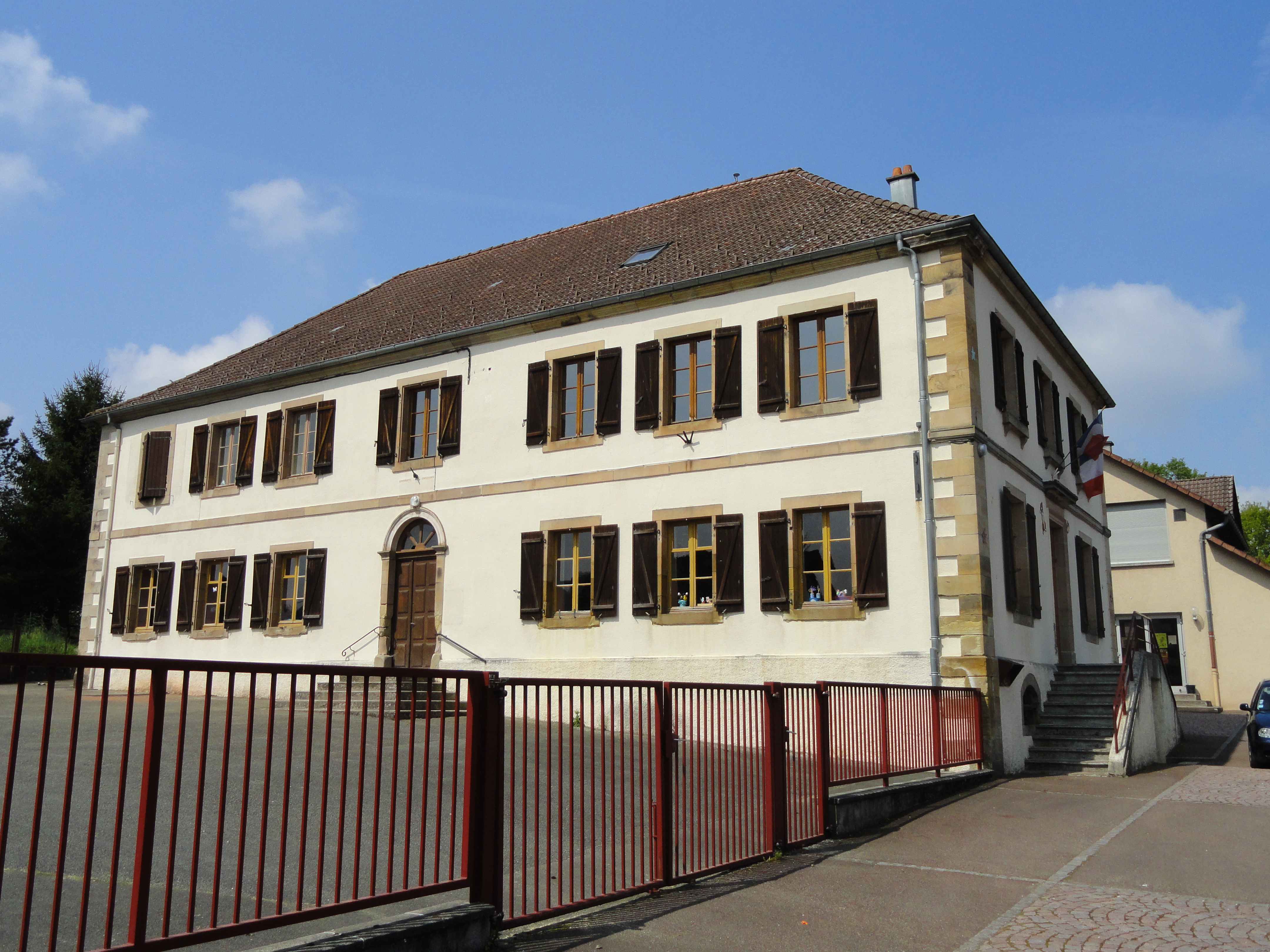
L'école.

La commune dispose d'une école.

### Santé
Une maison médicale de 300 m2 est construite en 2021 et entièrement financée par des professionnels de santé du village (un médecin généraliste, un pédiatre, un gynécologue, un kinésithérapeute et un ostéopathe).

## Lieux et monuments

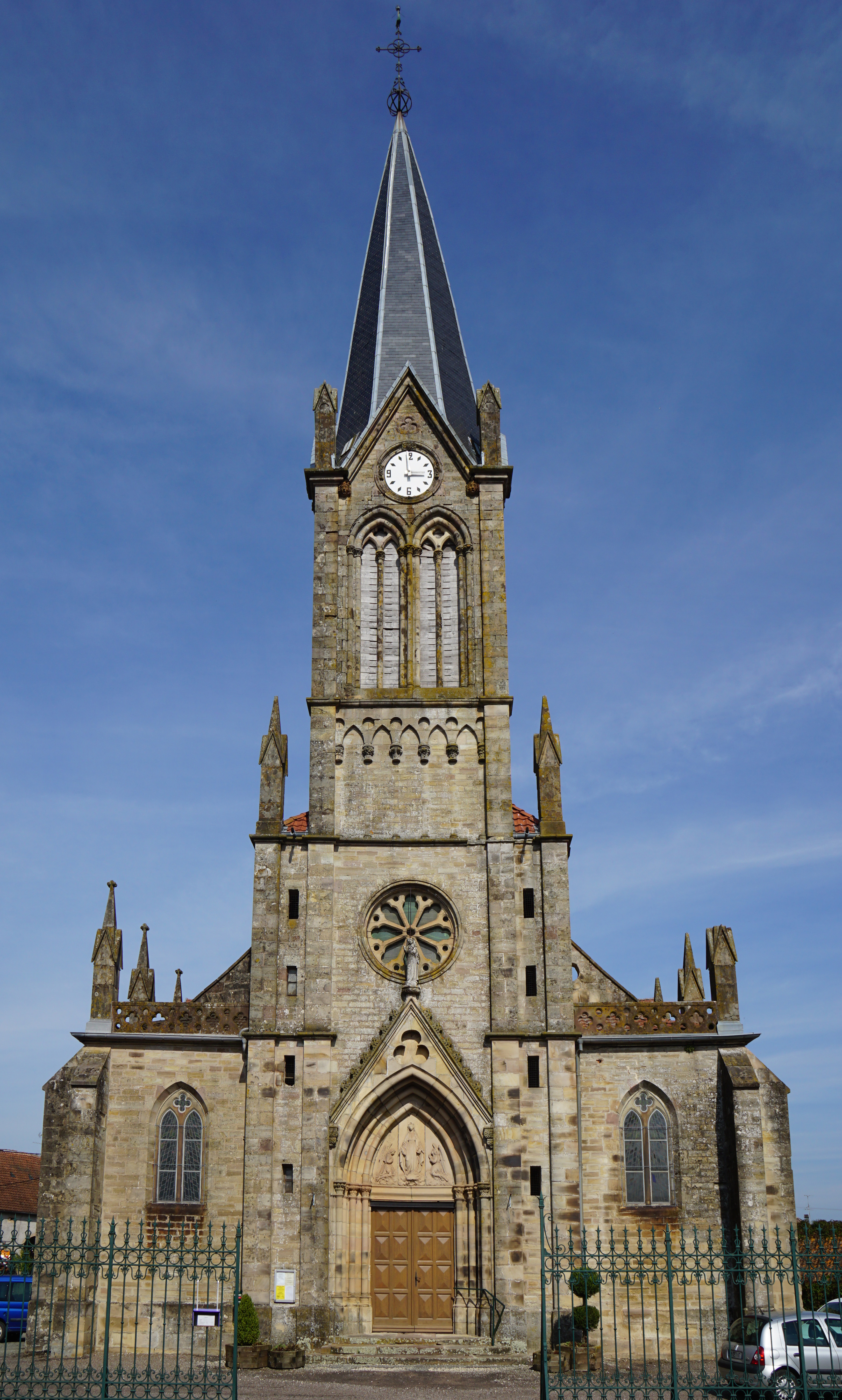
L'église.

- Le canal de la Haute-Saône, construit entre 1882 et mis en service en 1926, traverse le territoire du village. Plusieurs pont-canaux sont visibles sur les routes de Plancher-Bas, Errevet et Évette-Salbert ainsi qu'un port et le tunnel de la Forêt.
- L'église Saint-Valbert[29].
- Le monument aux morts.
- L’horloge dans la salle d’honneur de la mairie[30].

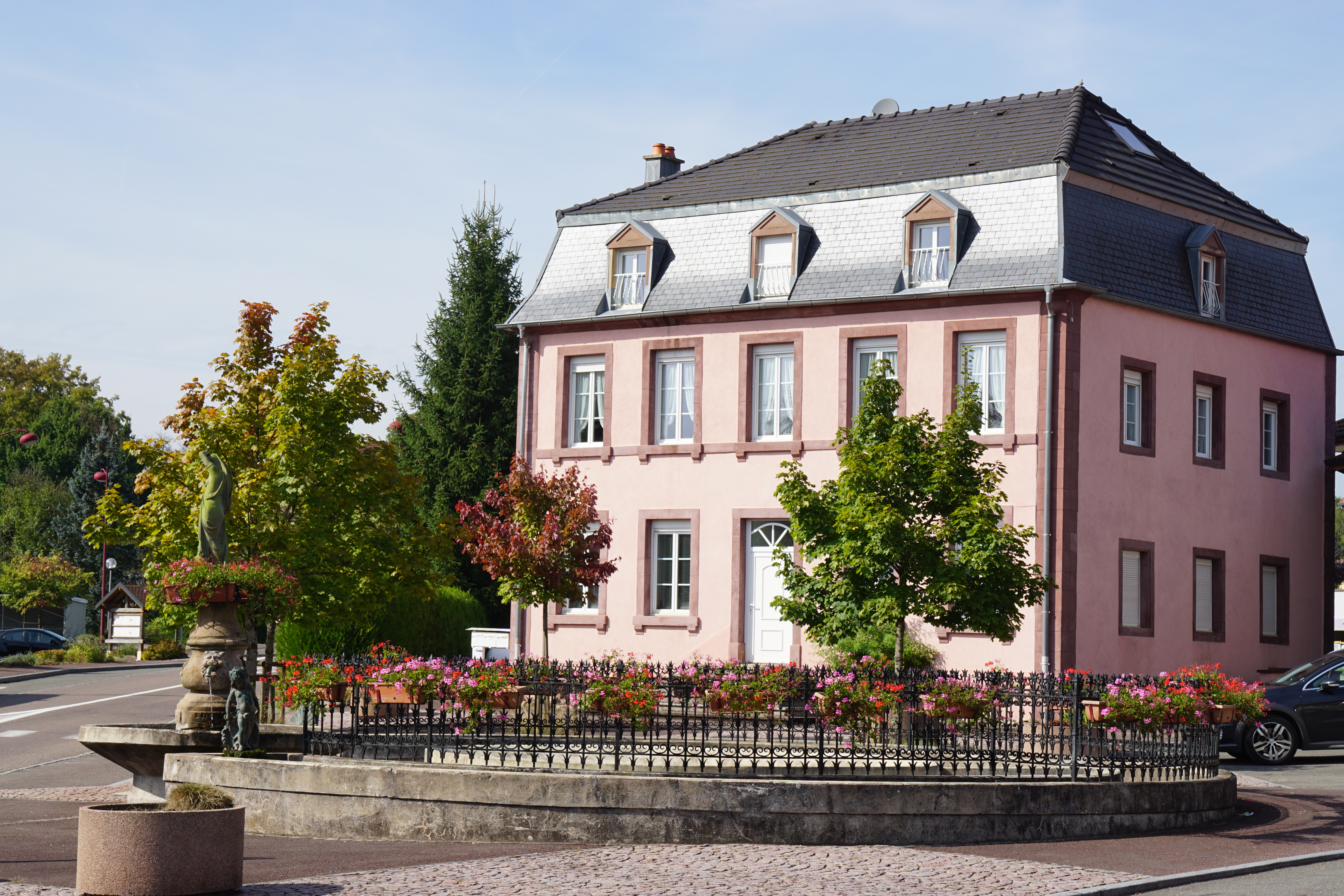
La place du village et sa fontaine.
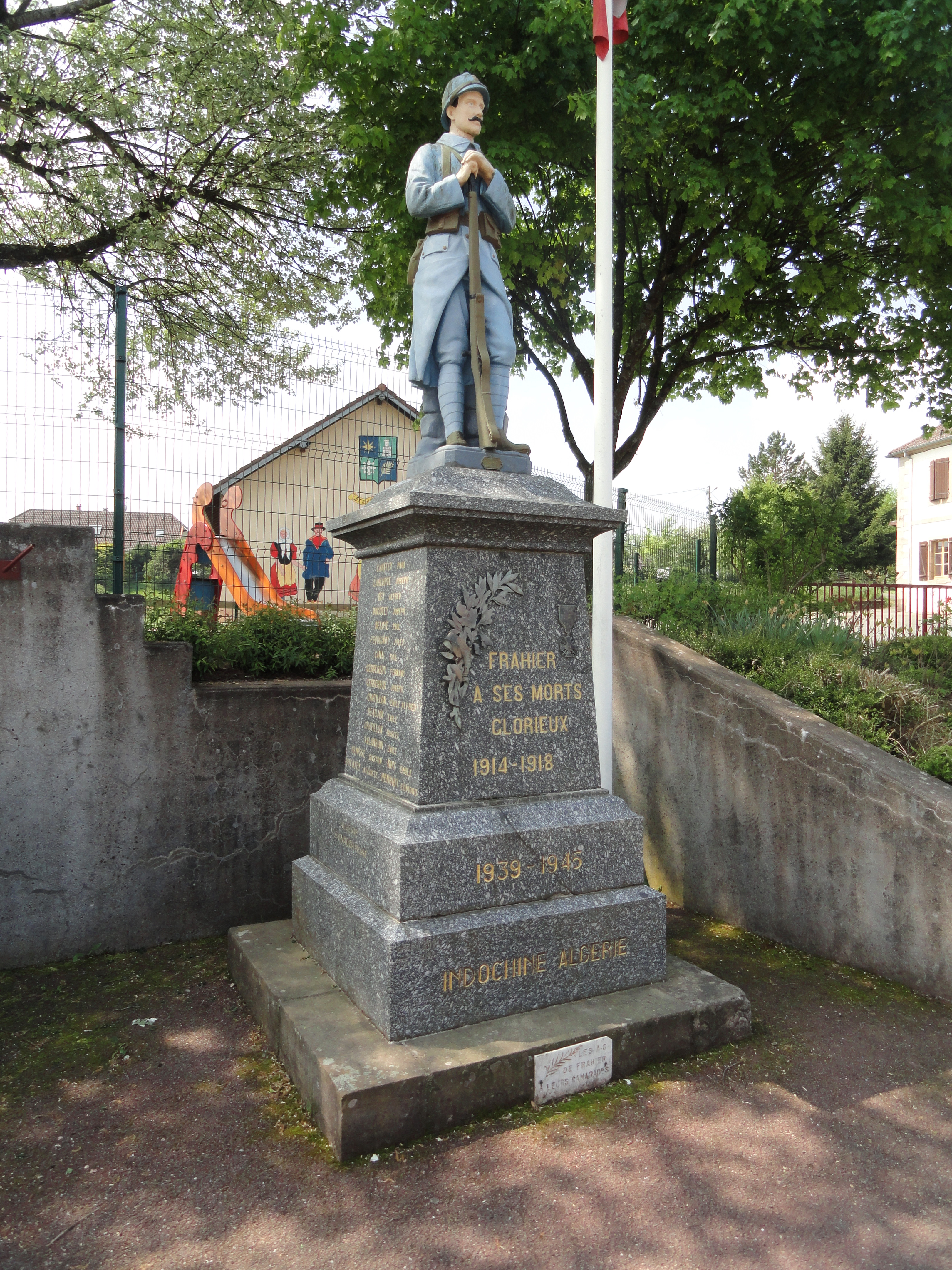
Monument aux morts.
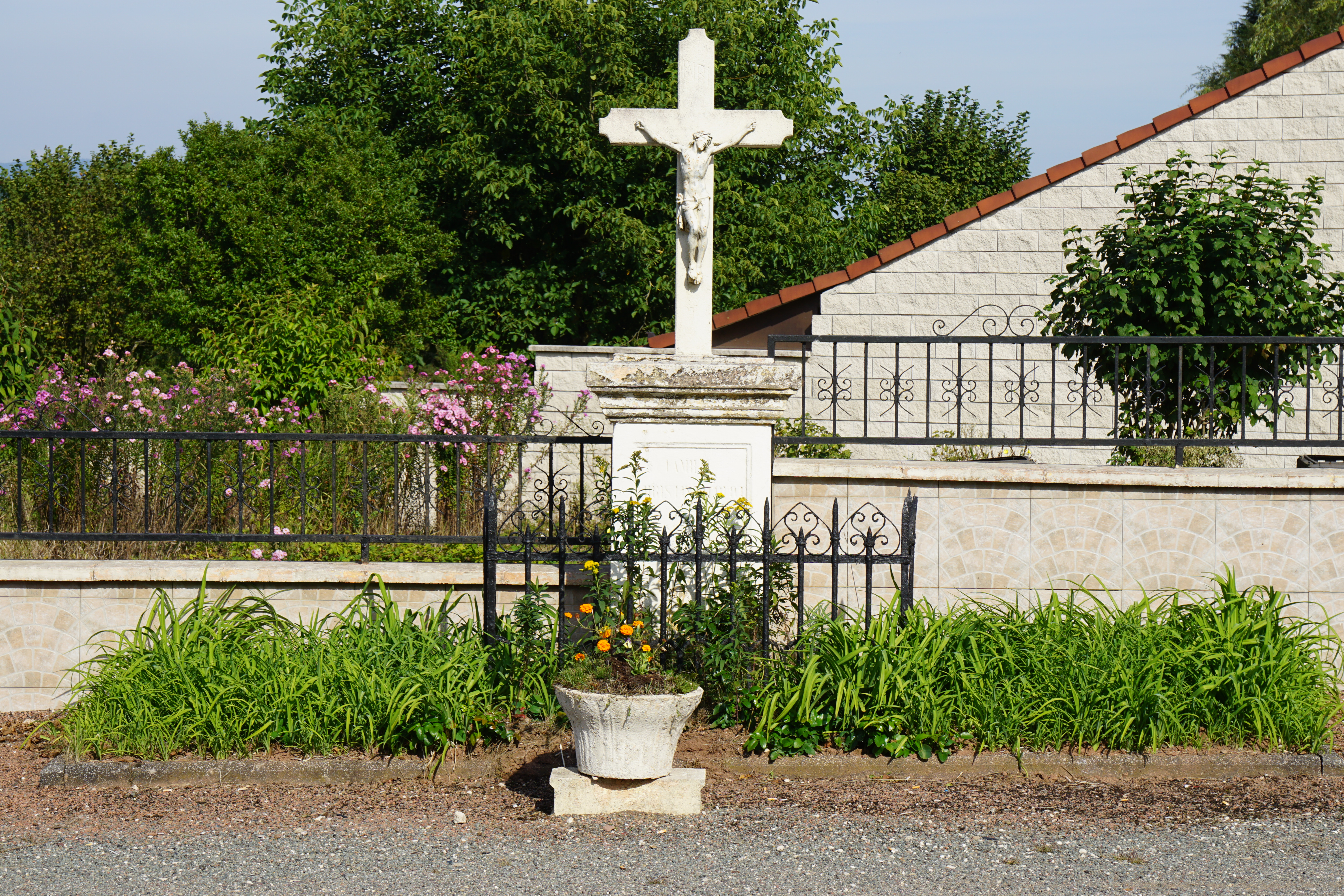
Calvaire.
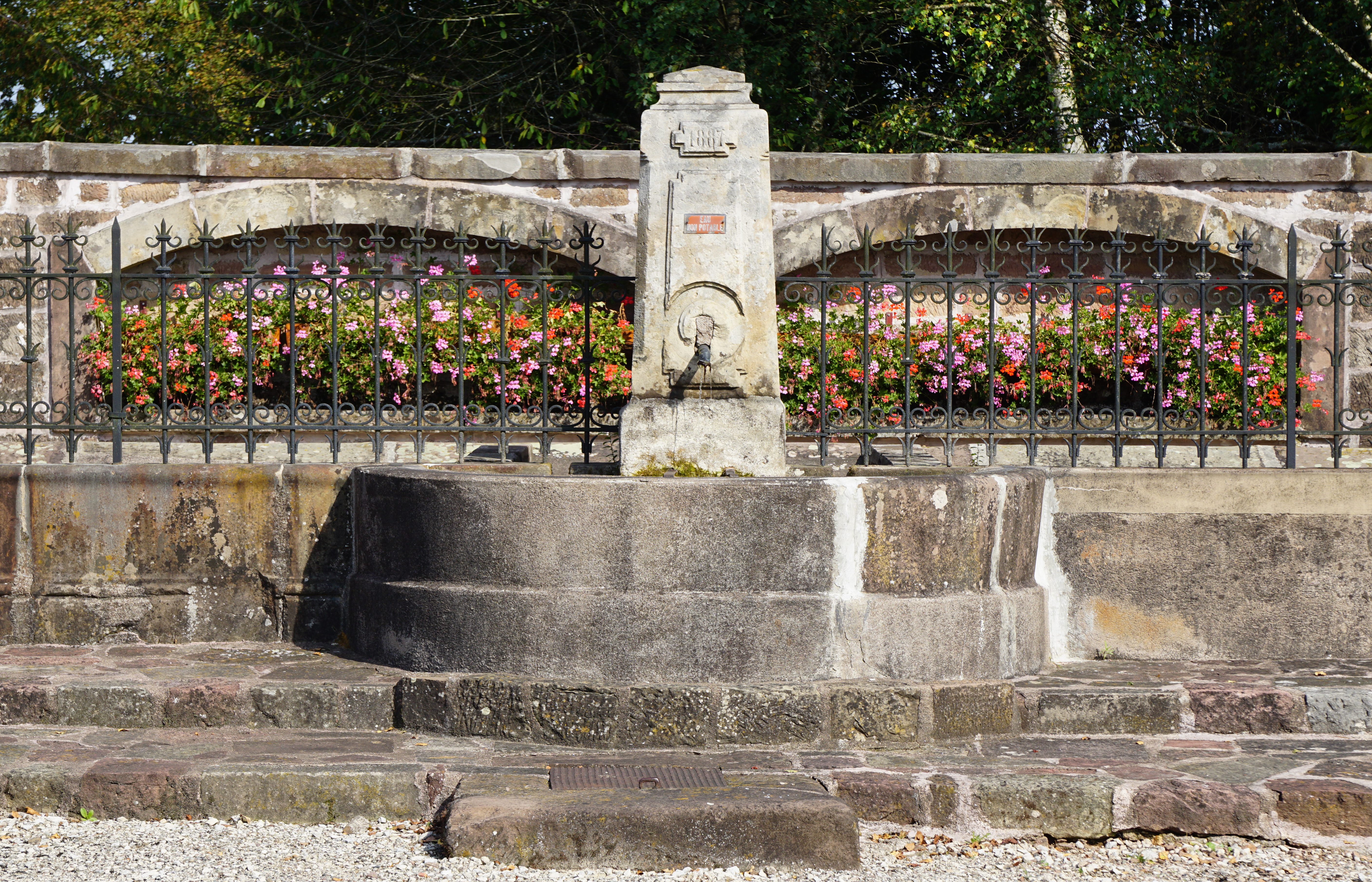
Fontaine.
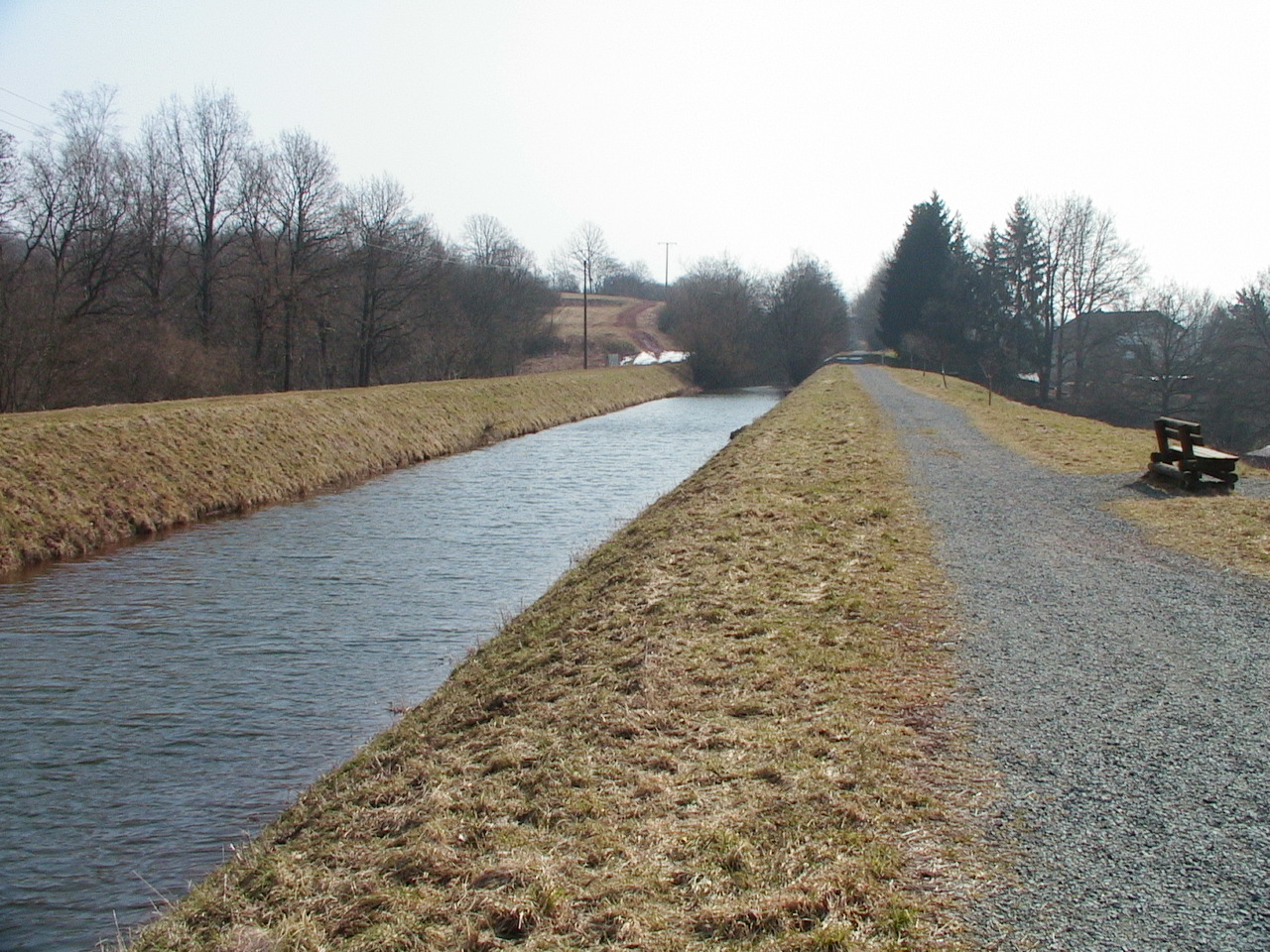
Le canal de la Haute-Saône à Frahier.
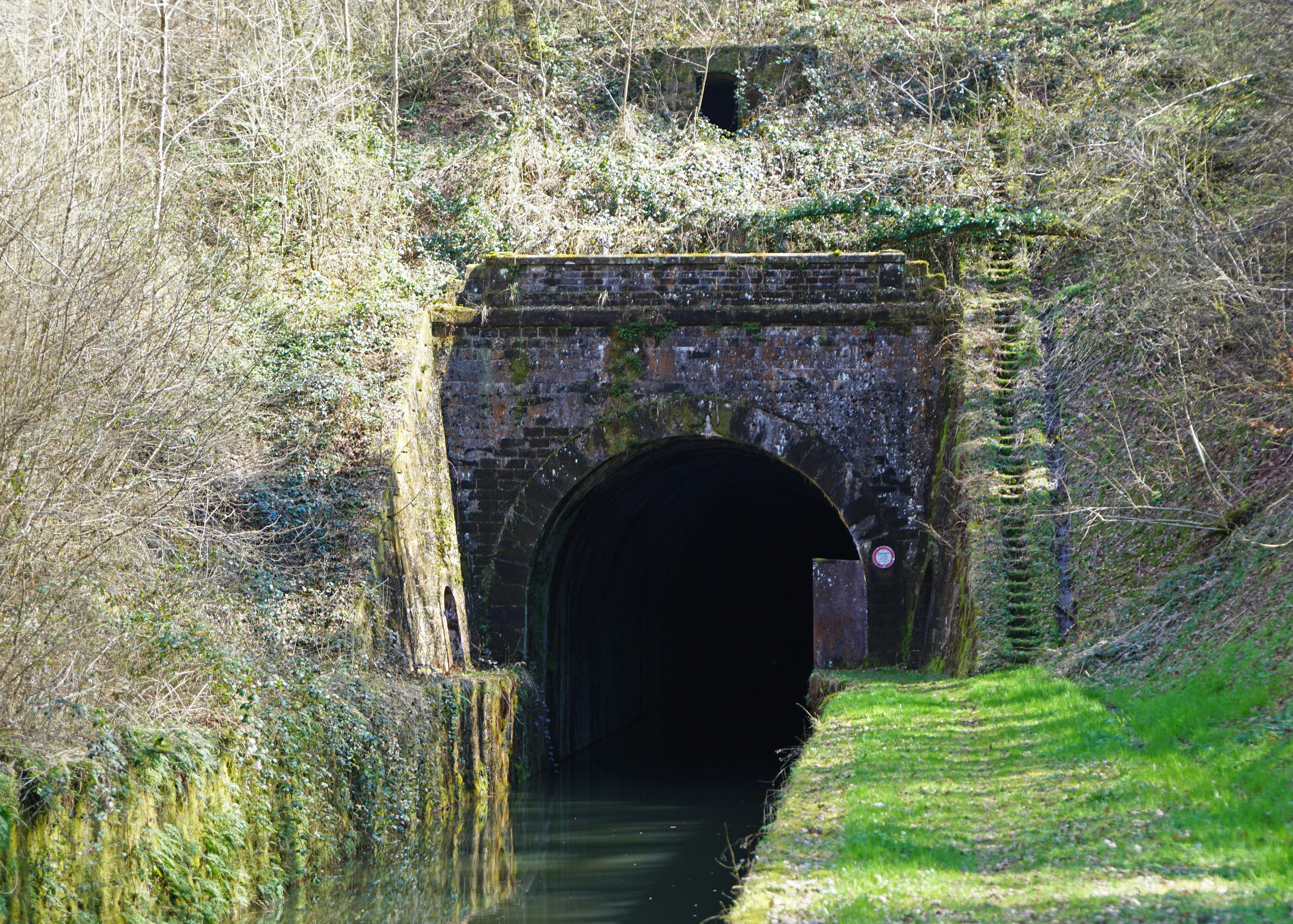
Le tunnel de la Forêt.